# André de Laval

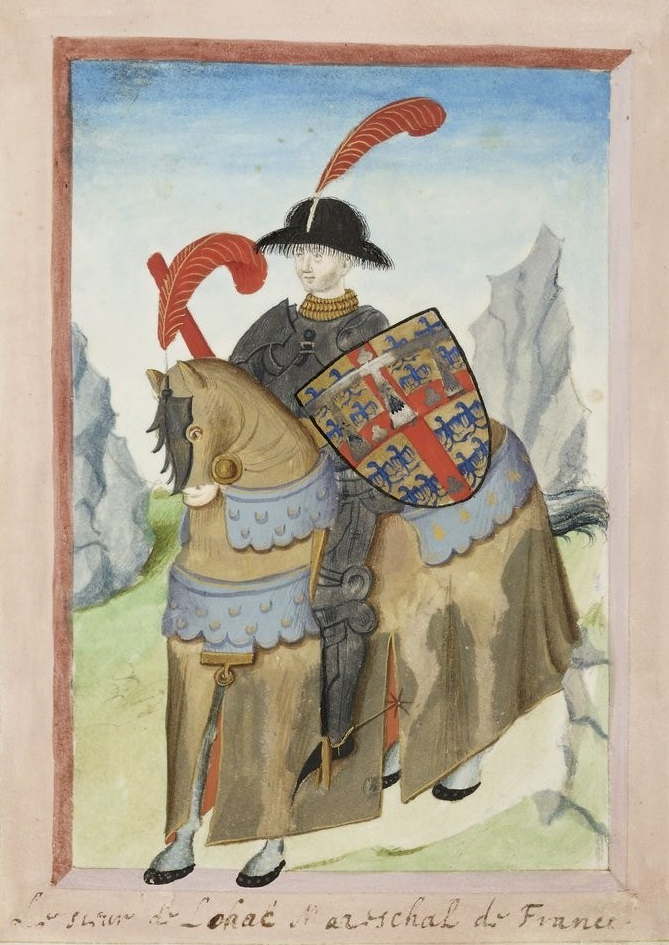
André de Lohéac, Maréchal de France, aus dem Armorial de Gilles le Bouvier dit Berry, Wappenherold des Königs Karl VIII., Buchmalerei auf Pergament, 15. Jahrhundert, Bibliothèque nationale de France

André de Montfort-Laval genannt André de Lohéac (* 1408/10 auf Burg Montsûrs; 1414 Halbwaise, 1423 bezeugt; † 29. Dezember 1486 in Laval) war ein französischer Adliger und Militär aus der Zeit des Hundertjährigen Kriegs. Er war Sire de Lohéac et de Montjean, dann durch seine Ehe ab 1451 Baron de Retz, 1436–1439 Admiral von Frankreich und ab 1439 Marschall von Frankreich.

## Leben

### Karl VII.
Er war der zweite Sohn von Anne de Laval, Dame de Laval et de Vitré aus dem Haus Montmorency, und Jean de Montfort aus dem Haus Montfort-Laval, der nach der Hochzeit den Namen Guy XIII. de Laval annahm. Guy XIV. de Laval war sein älterer Bruder. Beide waren gleichzeitig Vasallen des bretonischen Herzogs, sowie (in Bezug auf die Herrschaft bzw. (ab 1429) Grafschaft Laval) des französischen Königs.
Bereits am 26. September 1423 diente er in der Schlacht von La Brossinière in der französischen Armee gegen England und trug damals schon das Schwert Bertrand du Guesclins als Symbol der bretonischen Unterstützung Frankreichs, das seine Großmutter mütterlicherseits, Jeanne de Laval, die Witwe des Connétable, ihm vermacht hatte. Im März 1428 wurde er nach der Belagerung von Laval bei der Kapitulation als Verteidiger der Stadt von John Talbot, 1. Earl of Shrewsbury gefangen genommen, kam aber durch ein Lösegeld etwa Mitte Juni wieder frei. Im gleichen Jahr wurde er Leutnant beim Connétable Arthur de Richemont.
Am 4. Juni 1429 stieß er zu der französischen Armee, die mit Jeanne d’Arc und dem Herzog von Alençon nach der Aufhebung der Belagerung von Orléans (8. Mai 1429) die Eroberung des Loiretals verfolgte. Er kämpfte in der Schlacht von Jargeau (12. Juni 1429), bei Beaugency und in der Schlacht bei Patay (18. Juni 1429), wo er die Vorhut befehligte. An der Krönung Karls VII. in Reims (17. Juli 1429) nahm er ebenfalls teil.
1430 bekam André de Laval den Auftrag, Laval zu verteidigen, das am 25. September 1429 den Engländern wieder abgenommen worden war (s. Belagerung von Laval (1429)). 1433 ernannte ihn der König zum Militärgouverneur von Laval mit dem Auftrag, englische Verteidigungsstellungen in der Normandie zu belagern und dort französische Gouverneure einzusetzen.
1435/36 nahm er an der Belagerung von Paris teil. 1436 wurde er als Nachfolger des verstorbenen Louis de Culant zum Admiral von Frankreich ernannt und 1439 als Nachfolger des verstorbenen Pierre de Rieux zum Marschall von Frankreich befördert. Sein Amt als Admiral übernahm Prigent VII. de Coëtivy.
1441 kommandierte er die französische Armee bei der Eroberung von Pontoise und schlug die englische Garnison von Mantes zurück, die bis an die Tore von Paris vorgedrungen war. 1442 war er bei der Belagerung von Beauvais, 1443 konnte er die Belagerung von Dieppe beenden.
1449 und 1450 nahm er am Feldzug teil, der dazu führte, dass den Engländern die Normandie entrissen werden sollte, insbesondere an der entscheidenden Schlacht von Formigny am 15. April 1450, in deren Folge die Engländer auf Calais zurückgedrängt wurden.
Im Februar 1451 heiratete André de Laval Marie de Rais, Tochter von Gilles de Rais, Marschall von Frankreich, beide aus der Linie Laval des Hauses Montmorency. Sie war die Witwe von Prigent VII. de Coëtivy, Admiral von Frankreich (Haus Coëtivy). Die Ehe blieb kinderlos, Marie de Rais starb am 1. November 1457 in Vitré und wurde dort auch bestattet. Die Baronie Retz ging an René de Rais, den Bruder von Gilles.
Später in diesem Jahr befand er sich bei der Rückeroberung des Guyenne, bei der Belagerung von Blaye, der Belagerung von Bourbourg-Fronsac, der Einnahme von Bordeaux (24. Juni 1451) und der Belagerung von Bayonne, die am 20. August endete. 1453 wurde er erneut nach Guyenne geschickt, nachdem die Engländer mehrere Orte zurückerobert hatten. Es kam zur Schlacht bei Castillon (17. Juli 1453), in der John Talbot getötet wurde und die zur vollständigen Unterwerfung der Region führte (Kapitulation von Bordeaux am 14. Oktober).
Nachdem seine Nichte Jeanne de Laval am 10. September 1454 René I., Herzog von Anjou geheiratet hatte, wurde er vom König (gemeinsam mit Marschall Jean Poton de Xaintrailles und dem Comte de Clermont) gegen den aufständischen Jean V., Comte d’Armagnac, geschickt, der zum König von Aragón floh.

### Ludwig XI.
1456 war André de Laval an der Seite König Karls bei dessen Kampf gegen den Dauphin, den späteren Ludwig XI. (1456). Als der Dauphin 1461 den Thron bestieg, wurde er als Marschall durch Jean de Lescun ersetzt, woraufhin er sich für die nächsten vier Jahre vom Hof zurückzog.
Bei der Revolte der Ligue du Bien public (März bis Oktober 1465) gegen Ludwig XI. war André de Laval einer der militärischen Anführer; er gehörte zu den Siegern der Schlacht bei Montlhéry und kommandierte beim Vormarsch auf Paris gemeinsam mit Odet d’Aydie die Vorhut – der Aufstand endete mit dem Vertrag von Saint-Maur, der die Bestimmung enthielt, dass André de Laval Erster Marschall von Frankreich werden sollte. Im Jahr darauf wurde er zusätzlich zum Admiral von Frankreich ernannt, die Kumulierung hatte bis 1476 Bestand. 1468 wurde er zudem Lieutenant-général du Gouvernement de Paris. Ludwig XI. nahm ihn 1469 auch als viertes Gründungsmitglied in den Ordre de Saint-Michel auf. 1471 wurde er schließlich zum Gouverneur der Picardie ernannt. Hier gelang ihm 1472 – gemeinsam mit Jeanne Hachette – die Abwehr der Angriffe Karls des Kühnen, Herzog von Burgund, auf Beauvais.
Seine letzten Jahre verbrachte er in seiner Burg in Montjean. André de Laval starb am 29. Dezember 1486 in Laval und wurde im Chor der Stiftskirche Saint-Tugal in Laval bestattet.